# Kraljevica
Kraljevica (Italiaans: Porto Re, Porto Regio of Porto Ré; Hongaars: Portoré) is een stad in de Kvarner regio (Kroatië).
Kraljevica ligt tussen Rijeka en Crikvenica, zo'n 30 kilometer van Opatija af en vlak aan de brug naar het eiland Krk. Er wonen per 2001 2897 mensen in de stad en 4579 in de gemeente.

## Geschiedenis
Kraljevica bestaat al sinds de 13e eeuw. Naast de oudste scheepswerf aan de Adriatische Zee heeft Kraljevica ook twee middeleeuwse kerken en een kerk van de Kroatische adelmannen Zrinski en Frankopan. Daarnaast was de scheepswerf ook de plek waar Josip Broz Tito tijdens de eerste helft van de 20e eeuw werkte. Vandaag de dag is Kraljevica een populair toeristenoord aan de Adriatische kust.
Steden (gradovi): Rijeka · Bakar · Cres · Crikvenica · Čabar · Delnice · Kastav · Kraljevica · Krk · Mali Lošinj · Novi Vinodolski · Opatija · Rab · Vrbovsko

Gemeenten (općine): Baška · Brod Moravice · Čavle · Dobrinj · Fužine · Jelenje · Klana · Kostrena · Lokve · Lopar · Lovran · Malinska-Dubašnica · Matulji · Mošćenička Draga · Mrkopalj · Omišalj · Punat · Ravna Gora · Skrad · Vinodolska · Viškovo · Vrbnik